# Colter Peak
Colter Peak es un pico de montaña en la parte sureste del parque nacional Yellowstone en el estado estadounidense de Wyoming. Su cumbre tiene una altura de 3243 m. Se encuentra a unas pocas millas al suroeste de la montaña más alta del parque, Eagle Peak, y es parte de la Cordillera Absaroka en las Montañas Rocosas. Fue nombrado en honor al trampero John Colter.
Colter Peak fue escalado por primera vez en 1870 por Gustavus Cheyney Doane y Nathaniel P. Langford durante la Expedición Washburn-Langford-Doane. Henry D. Washburn, el líder de la expedición, nombró la cumbre en honor a Langford y Doane. Por razones desconocidas, el geólogo Ferdinand V.Hayden trasladó estos nombres a la cumbre más al norte en 1871 durante la expedición Hayden de 1871. En 1888 Philetus Norris renombró la cumbre Mount Forum por razones desconocidas. En 1885, el geólogo Arnold Hague finalmente le dio a la cumbre su nombre oficial: Colter Peak.
El primer mapa detallado del lago Yellowstone fue bosquejado por Langford el 7 de septiembre de 1870 desde Colter Peak.